# Alton (Indiana)
Alton város az USA Indiana államában, Crawford megyében. Lakosainak száma 29 fő (2020. április 1.).

## Népesség
A település népességének változása:

| 2010 | 55 |
| 2020 | 29 |